# تي في-أوت

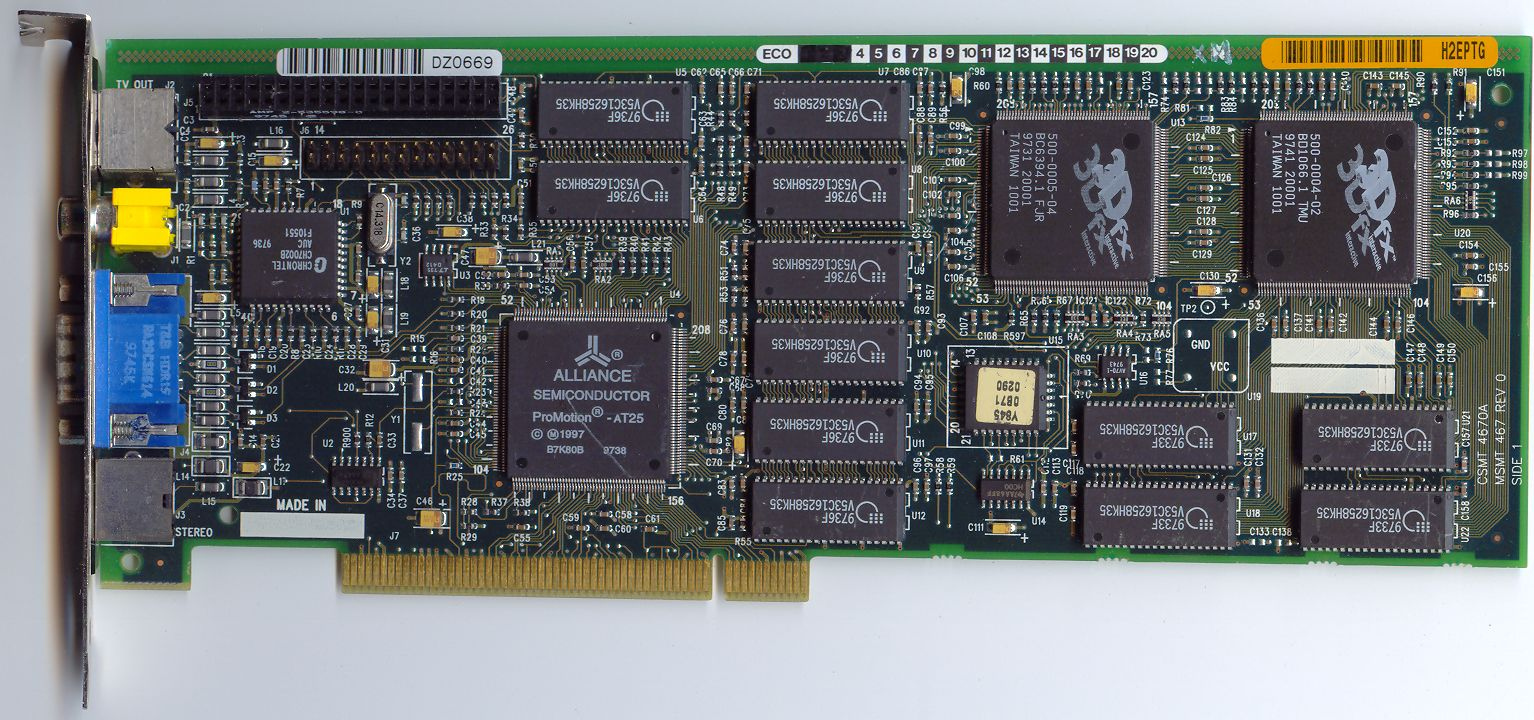

يستخدم مصطلح TV-out عادة لتسمية موصل معدات توفير إشارة الفيديو التناظرية لإدخال AV للتلفزيون. TV-out يختلف عن AV في أنه يوفر فقط الفيديو و لكن لا يوفر الصوت.
أنواع الإشارات والروابط الخاصة بكل منها ما يلي:
- مركب الفيديو
- S-فيديو
- فيديو مكون